# 1949 en musique classique
| \| • Retour à la chronologie générale de la musique classique • \| |
| Grèce • Rome • Haut Moyen Âge • VIIIe siècle • IXe siècle • Xe siècle • XIe siècle XIIe siècle • XIIIe siècle • XIVe siècle • XVe siècle • XVIe siècle • XVIIe siècle XVIIIe siècle • XIXe siècle • XXe siècle • XXIe siècle |
| • Retour à la chronologie générale de la musique classique • |

| Années en musique classique : 1946 - 1947 - 1948 - 1949 - 1950 - 1951 - 1952    |
| Décennies en musique classique : 1910 - 1920 - 1930 - 1940 - 1950 - 1960 - 1970 |

## Événements

### Créations
- 14 janvier : Le Docteur Fabricius de Charles Koechlin, créé à Bruxelles par l'Orchestre de l'INR, sous la direction de Franz André.
- janvier : le Concerto pour violon op. 14 (2e version) de Samuel Barber, créé par Ruth Posselt et l'Orchestre symphonique de Boston sous la direction de Serge Koussevitzky (voir 1941).
- 11 février : la Symphonie no 6 Degli archi pour cordes de Gian Francesco Malipiero, créée à Bâle.
- 27 février : la Symphonie no 6 de William Schuman, créée par l'Orchestre symphonique de Dallas dirigé par Antal Doráti.
- 15 mars : le Concerto no 1 pour violoncelle  de Dmitri Kabalevski, créé à Moscou.
- 8 avril : la Symphonie no 2 de Bernstein, créée par Serge Koussevitzky conduisant l'Orchestre symphonique de Boston.
- 18 mai : la Sonate pour violoncelle et piano de Poulenc, créée Salle Gaveau par Pierre Fournier et le compositeur.
- 30 septembre : Les Victoires, symphonie no 4 de Matthijs Vermeulen, créée par l'Orchestre philharmonique de Rotterdam sous la direction d'Eduard Flipse.
- 12 octobre : Les Lendemains chantants, symphonie no 5 de Matthijs Vermeulen, créée à Amsterdam.
- 3 novembre : la Symphonie no 7 Delle canzoni de Gian Francesco Malipiero, créée à Milan.
- 1er décembre : la Symphonie no 2 de Hans Werner Henze, créée par l'orchestre symphonique du Süddeutschen Rundfunks sous la direction de Hans Müller-Kray.
- 2 décembre : la Turangalîla-Symphonie, d'Olivier Messiaen, créée par l'Orchestre symphonique de Boston, sous la direction de Leonard Bernstein.
- 9 décembre : la Sonate pour piano en mi bémol mineur de Samuel Barber, créée par Vladimir Horowitz à la Havane (le 23 janvier 1950 à New York).
- 15 décembre : Le Chant des forêts, oratorio de Dmitri Chostakovitch, créé par l'Orchestre philharmonique de Leningrad, sous la direction de Ievgueni Mravinski.
- 30 décembre : la Symphonie no 2 d'Aaron Avshalomov, créée à Cincinnati.

#### Date indéterminée
- Six études symphoniques de Marcel Bitsch.
- Symphonie no 8 de Havergal Brian, créée en 1954.
- Naomi and Ruth, cantate de Mario Castelnuovo-Tedesco, créée à Los Angeles.
- Quatuor à cordes no 4 en ré majeur de Dmitri Chostakovitch (créé en 1953).
- Golgotha, oratorio de Frank Martin, créé en Suisse.

### Autres
- 1er janvier : concert du nouvel an de l'orchestre philharmonique de Vienne au Musikverein, dirigé par Clement Kraus.
- Début de la première édition de l'encyclopédie en allemand Die Musik in Geschichte und Gegenwart (fin de la publication en 1968).
- Fondation de l'Orchestre philharmonique slovaque.
- Fondation des London Mozart Players.

## Prix
- Aldo Ciccolini et Ventsislav Yankoff remportent le Concours Long (piano).
- Bella Davidovitch obtient le 1er prix de piano du Concours international de piano Frédéric-Chopin.

## Naissances

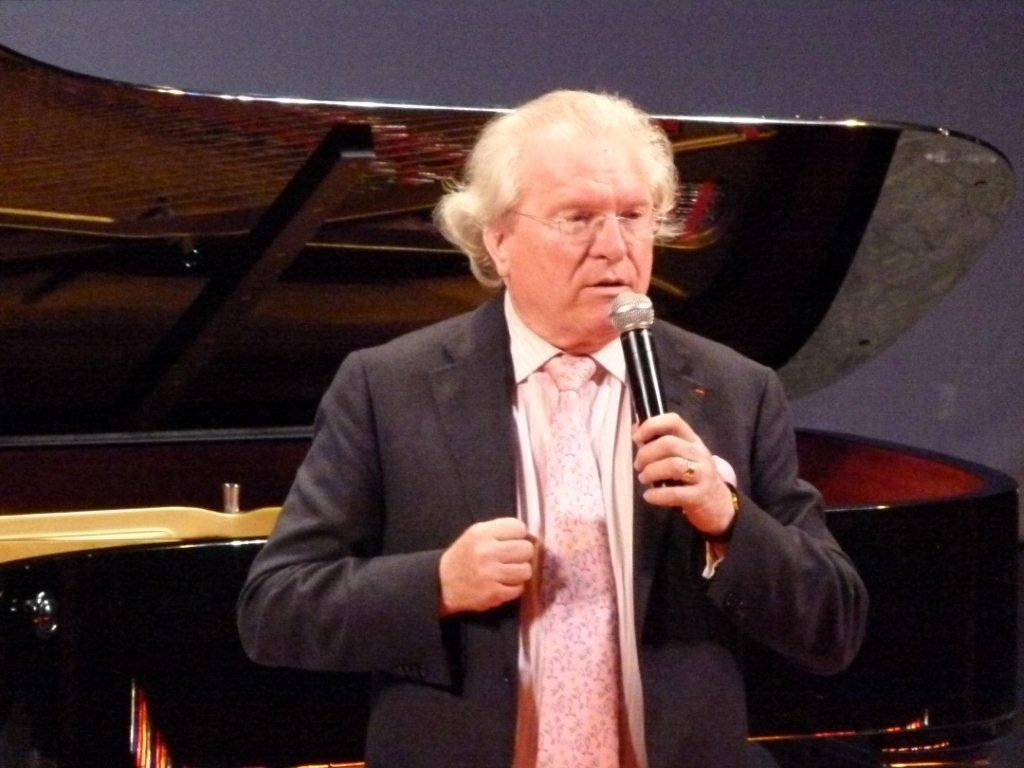
Alain Duault

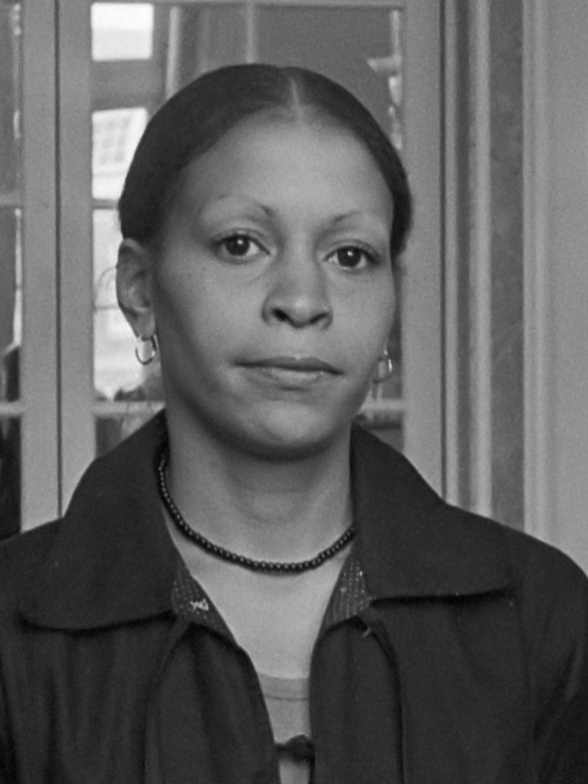
Roberta Alexander

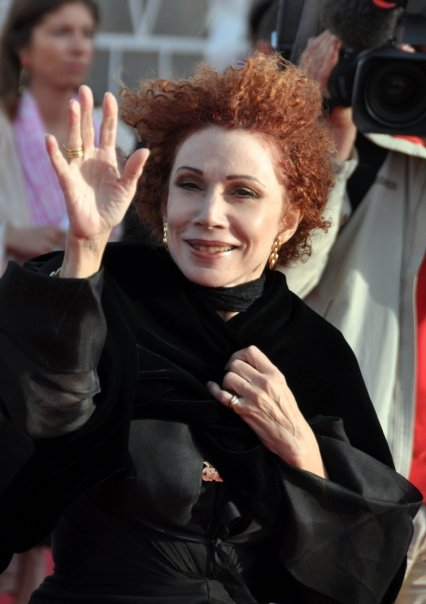
Julia Migenes

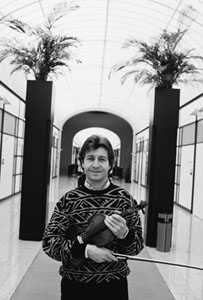
Pierre Amoyal

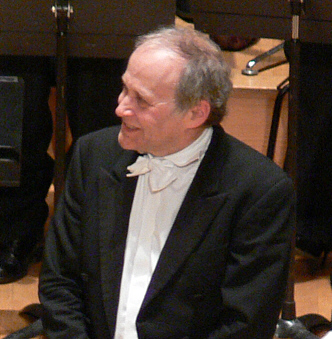
Adam Fischer

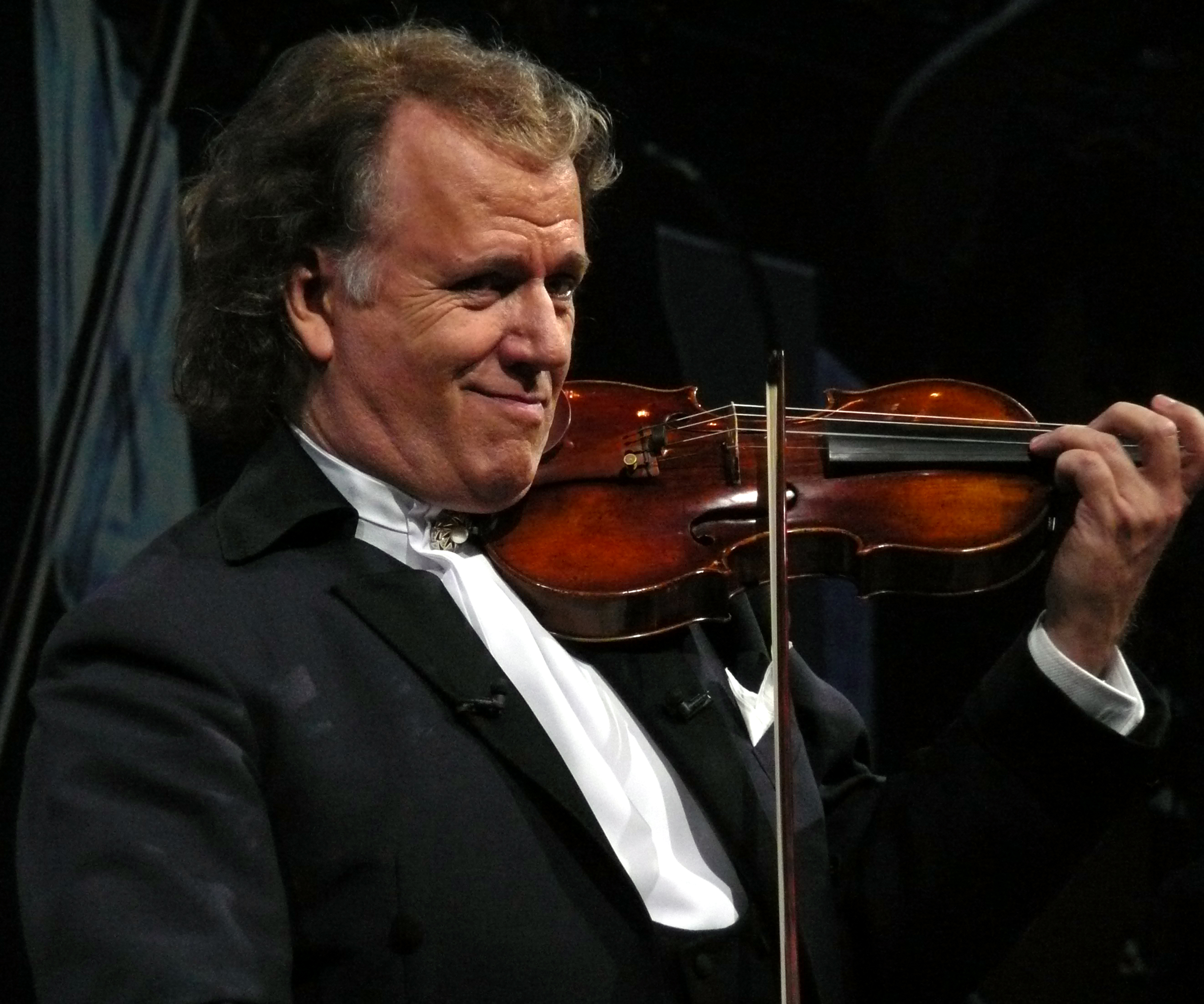
André Rieu

Hélène Calef

- 2 janvier : Philippe Lefebvre, organiste français.
- 5 janvier : Wilhelmenia Wiggins Fernandez, soprano américaine († 6 février 2024).
- 6 janvier : Stefan Soltész, chef d'orchestre autrichien d'origine hongroise († 22 juillet 2022).
- 11 janvier : Alain Duault, poète, écrivain, musicologue et animateur français.
- 17 janvier : Augustin Dumay, violoniste et chef d'orchestre français.
- 26 janvier : Jorge Cardoso, guitariste et compositeur argentin.
- 27 janvier : Antony Beaumont, musicologue, écrivain, chef d'orchestre et violoniste anglais et allemand.
- 4 février : Ludger Rémy, claveciniste allemand († 21 juin 2017).
- 9 février : Paul Hillier, baryton et chef d'orchestre britannique.
- 15 février :
  - Christopher Rouse, compositeur américain († 21 septembre 2019).
  - Hans Graf, chef d'orchestre autrichien.
- 19 février : 
  - Jean Galard, organiste français.
  - Fabio Vacchi, compositeur italien.
- 25 février : Amin Maalouf, écrivain franco-libanais.
- 26 février : Emma Kirkby, soprano britannique.
- 3 mars : Roberta Alexander, soprano américaine.
- 5 mars : Kimi Satō, compositrice japonaise.
- 8 mars : 
  - Barthold Kuijken, flûtiste belge.
  - Marina Marta Vlad, compositrice Roumaine
- 9 mars : Kalevi Aho, compositeur finlandais.
- 13 mars : 
  - Julia Migenes, soprano, actrice et danseuse américaine.
  - Emmy Verhey, violoniste néerlandaise.
- 22 mars :
  - Bruno Ducol, compositeur français († janvier 2024).
  - Piotr Kamiński, critique musical, traducteur, journaliste de radio et écrivain polonais.
- 23 mars : David Parry, chef d'orchestre britannique.
- 27 mars : Poul Ruders, compositeur et organiste danois.
- 3 avril : Daniel Catán, compositeur mexicain
- 5 avril : Dominique Rouits, chef d'orchestre français.
- 14 avril : John Wallace, trompettiste et pédagogue britannique.
- 15 avril : 
  - Marc Soustrot, chef d'orchestre français.
  - Walter Zimmermann, compositeur allemand.
- 18 avril : Michaël Levinas, compositeur et pianiste français.
- 19 avril : Valeri Polianski, chef d'orchestre et chef de chœur russe.
- 13 mai : Piotr Moss, compositeur polonais.
- 16 mai :
  - Guy-Claude Luypaerts, musicien français, flûtiste et compositeur.
  - Ferruccio Furlanetto, chanteur (basse) italien.
- 21 mai : Rosalind Plowright, chanteuse d'opéra anglaise.
- 25 mai : Evelina Pitti, pianiste française.
- 31 mai : Alfred Muff, baryton basse suisse.
- 2 juin : Neil Shicoff, ténor américain.
- 8 juin : Emanuel Ax, pianiste américain.
- 13 juin : Roberto Fabbriciani, flûtiste et compositeur italien.
- 22 juin : Pierre Amoyal, violoniste français.
- 6 juillet : Kevin Volans, compositeur sud-africain.
- 14 juillet : Pierre-Jean Croset, compositeur, interprète, luthier et musicologue français.
- 20 juillet : Gerhard Stäbler, organiste et compositeur allemand.
- 27 juillet : 
  - Pierre Grandmaison, organiste, professeur de musique et compositeur québécois.
  - Takuo Yuasa, chef d'orchestre japonais.
- 3 août : Sándor Falvai, pianiste classique hongrois.
- 10 août : James Campbell, carinettiste américano-canadien.
- 14 août : Jeanne Lamon, violoniste baroque et chef d'orchestre américaine († 20 juin 2021).
- 19 août :
  - Dave Smith, compositeur britannique de musique minimaliste et de musique expérimentale.
  - Marie-Catherine Girod, pianiste française.
- 24 août :
  - Stephen Paulus, compositeur américain († 19 octobre 2014).
  - José-Luis Campana, compositeur franco-argentin.
- 26 août : David Abramovitz, pianiste franco-américain.
- 27 août :
  - Ann Murray, cantatrice irlandaise mezzo-soprano.
  - Edith Volckaert, violoniste belge († 2 juillet 1992).
- 28 août :
  - Marc Durand, pianiste soliste, accompagnateur, chambriste et professeur.
  - Imogen Cooper, pianiste britannique.
- 9 septembre : Ádám Fischer, chef d'orchestre hongrois.
- 10 septembre : 
  - Charles Medlam, chef d'orchestre et violoncelliste anglais.
  - Françoise Pollet, soprano française.
- 17 septembre : Miguel Ángel Gómez Martínez, chef d'orchestre espagnol († 4 août 2024).
- 21 septembre : Raimo Kangro, compositeur et pédagogue estonien († 4 février 2001).
- 26 septembre : Christiane Colleney, organiste, compositrice et musicographe française († 5 août 1993).
- 1er octobre : André Rieu, musicien et homme d'affaires néerlandais.
- 4 octobre : John Aler, chanteur lyrique américain († 10 décembre 2022).
- 16 octobre : Kazuhiro Koizumi, chef d'orchestre japonais.
- 21 octobre : Shulamit Ran, pianiste et compositrice israélo-américaine.
- 22 octobre : Manfred Trojahn, compositeur, flûtiste, chef d'orchestre et essayiste allemand.
- 30 octobre : James Judd, chef d'orchestre britannique.
- 31 octobre : Odaline de la Martinez, compositrice et cheffe d'orchestre cubano-américaine.
- 7 novembre : Steven Stucky, compositeur américain († 14 février 2016).
- 11 novembre : Audrey Michael, soprano suisse.
- 12 novembre : André Laplante, pianiste québécois.
- 14 novembre : Vladimir Mendelssohn, altiste et compositeur roumain († 13 août 2021).
- 25 novembre : Jean-Marc Cochereau, chef d’orchestre français († 10 janvier 2011).
- 31 décembre : Jean-Paul Penin, chef d'orchestre français.

### Date indéterminée
- Eleanor Alberga, compositrice jamaïcaine de musique contemporaine.
- Jean-Thierry Boisseau, compositeur, auteur et poète français.
- Hélène Calef, musicienne († 12 octobre 2008).
- Jean-Claude Darcey, chanteur d'opéra et d'opérette français.
- Claude Faucomprez, clarinettiste classique français.
- Igor Lazko, pianiste russe.
- Daniel Lefebvre, compositeur et organiste belge.
- Jean-François Monot, compositeur et chef d'orchestre suisse († 25 décembre 2023).
- Joël Pontet, claveciniste français.
- Michel Reydellet, saxophoniste français.
- Claude Schnitzler, organiste et chef d'orchestre français.
- Richard Siegel, claveciniste, accompagnateur et éditeur de musique français.
- Claude Sirois, guitariste canadien.

## Décès

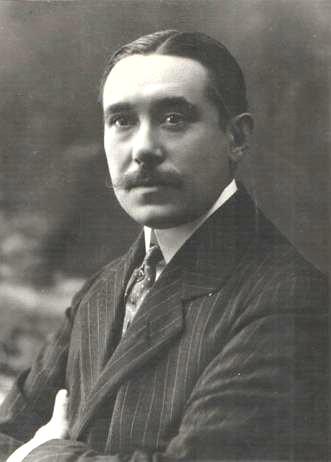
Joaquín Turina

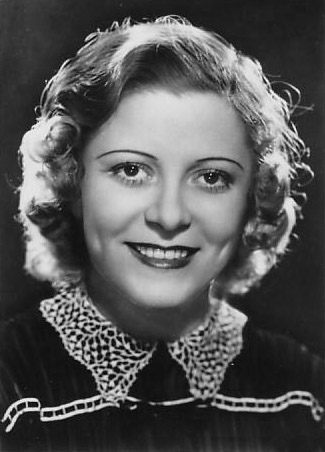
Maria Cebotari

- 2 janvier : Dynam-Victor Fumet, compositeur et organiste français (° 4 mai 1867).
- 9 janvier : Amilcare Zanella, compositeur, pianiste, pédagogue et chef d'orchestre italien (° 26 septembre 1873).
- 14 janvier : 
  - Amedeo Bassi, ténor italien (° 20 juillet 1874).
  - Joaquín Turina, pianiste et compositeur espagnol (° 9 décembre 1882).
- 20 janvier : Olga Lagrange-Gerlach, mezzo-soprano allemande (° 1er novembre 1874).
- 27 janvier : Boris Assafiev, compositeur et critique russe (° 29 juillet 1884).
- 8 février : Franco Leoni, compositeur italien (° 24 octobre 1864).
- 9 février : Poul Schierbeck, organiste, compositeur et pédagogue danois (° 8 juin 1888).
- 11 février : Giovanni Zenatello, ténor italien (° 22 février 1876).
- 19 février : Auguste Sérieyx, pédagogue, musicographe et compositeur français (° 14 juin 1865).
- 25 février : Juan Tellería, compositeur espagnol (° 12 juillet 1895).
- 6 mars : Paul Dupin, compositeur français autodidacte (° 14 août 1865).
- 11 mars : Joan Lamote de Grignon, pianiste, chef d'orchestre et compositeur espagnol d'origine catalane (° 7 juillet 1872).
- 24 mars : Alfred Dubois, musicien et personnalité liée au Conservatoire royal de Bruxelles (° 19 novembre 1898).
- 28 mars : Grigoraș Dinicu, compositeur et violoniste roumain (° 3 avril 1889).
- 10 avril : Jara Beneš, compositeur tchèque (° 5 juin 1897).
- 6 mai : Kunihiko Hashimoto, compositeur, violoniste, chef d'orchestre et professeur de musique japonais (° 14 septembre 1904).
- 22 mai : Hans Pfitzner, compositeur et chef d'orchestre allemand (° 5 mai 1869).
- 27 mai : Rosy Wertheim, pianiste, compositrice et professeur de musique hollandaise (° 19 février 1888).
- 29 mai : Vladimir Tsybine, compositeur, flûtiste et chef d'orchestre russe (° 11 juillet 1877).
- 9 juin : Maria Cebotari, soprano autrichienne (° 10 février 1910).
- 8 juillet : Riccardo Pick-Mangiagalli, compositeur et pianiste italien (° 10 juillet 1882).
- 14 juillet : Pierre-Joseph Amédée Tremblay, organiste, compositeur, et professeur de musique canadien (° 14 avril 1876).
- 18 juillet : Vítězslav Novák, compositeur tchèque (° 5 décembre 1870).
- 11 août : Karl Weigl, compositeur autrichien (° 6 février 1881).
- 5 septembre : Élie Robert Schmitz, pianiste et compositeur franco-américain (° 8 février 1889).
- 8 septembre : Richard Strauss, compositeur allemand (° 11 juin 1864).
- 11 septembre : Henri Rabaud, compositeur français (° 10 novembre 1873).
- 19 septembre : Níkos Skalkótas, compositeur grec (° 8 mars 1904).
- 24 septembre : Pierre de Bréville, compositeur français (° 21 février 1861).
- 4 octobre : Edmund Eysler, compositeur autrichien (° 12 mars 1874).
- 24 octobre : Joaquín Nin, pianiste et compositeur cubain (° 29 septembre 1879).
- 28 octobre : Ginette Neveu, violoniste française (° 11 août 1919).
- 28 septembre : Nancy Dalberg, compositrice danoise (° 6 juillet 1881).
- c.8 novembre : Florence Maude Ewart, violoniste, professeur de musique et compositrice britannique (° 16 novembre 1864).
- 30 novembre : Laurent Angenot, violoniste Belge (° 31 juillet 1873).

### Date indéterminée
- Alice Cucini, contralto italienne (° 1870).
- Emili Sagi i Barba, baryton catalan (° 1876).